# WASP-95 b
WASP-95 b ― рыхлая экзопланета, вращающаяся вокруг звезды WASP-95, расположенной в созвездии Журавля. Планета находится на расстоянии 132 парсека от Земли.

## История исследования
Экзопланета была открыта телескопом SuperWASP 6 ноября 2013 года транзитным методом, а масса была определена при помощи метода радиальных скоростей.
На экзопланетах от WASP-95 b до WASP-101 b было проведено исследование транзитным методом. Эксперимент показал, что телескоп SuperWASP довольно точный, так как из 23 уже обнаруженных планет он «не открыл» только две.

## Характеристики

### Родительская звезда
| Юпитер | WASP-95 b       |
| ------ | --------------- |
| Юпитер | {{{exoplanet}}} |

WASP-95 ― жёлтый карлик возрастом 2,4 световых лет, очень похожий на нашу звезду. Звезда класса G2 V, имеет массу 1,11 ± 0,09 M⊙ и радиус 1,13 ± 0,08R⊙.
Звезда имеет видимую звёздную величину 10,1m, то есть её невозможно разглядеть невооружённым глазом.

### Физические характеристики
WASP-95 b — обыкновенный горячий юпитер, температура на его поверхности достигает 1570 К (1297 °C).
Масса планеты составляет 1,13 ± 0,1 MJ, а её радиус — 1,21 ± 0,06 RJ. Предполагается, что плотность WASP-95 b всего 1,13 г/см³.

### Характеристики орбиты
Орбита планеты практически круговая — эксцентриситет равен нулю. Планета обращается вокруг своей звезды за 2,18467 дня.